# ARC Siete de Agosto (1956)
ARC Siete de Agosto (7 de Agosto) – kolumbijski niszczyciel z lat 50. XX wieku, jeden z dwóch zakupionych przez Kolumbię szwedzkich niszczycieli typu Halland. Został zwodowany 19 czerwca 1956 roku w stoczni Götaverken w Göteborgu i przyjęty w skład Marynarki Kolumbii 31 października 1958 roku. Okręt został skreślony z listy floty w 1986 roku.

## Projekt i budowa
ARC „Siete de Agosto” był jednym z dwóch niszczycieli zmodyfikowanego typu Halland. W stosunku do szwedzkich niszczycieli wzmocniono główne uzbrojenie artyleryjskie montując trzecią wieżę z dwoma działami kal. 120 mm, kosztem przeciwlotniczego (z projektu usunięto 2 działa kal. 57 mm i 2 działa kal. 40 mm), torpedowego (jeden poczwórny aparat torpedowy kal. 533 mm zamiast dwóch) i POP (jeden miotacz pocisków przeciw okrętom podwodnym kal. 375 mm zamiast dwóch). Niszczyciel wyposażono też w bogatsze wyposażenie radioelektroniczne niż okręty szwedzkie.
Okręt został zamówiony przez Marynarkę Kolumbii na mocy kontraktu ze stoczniami Götaverken w Göteborgu i Kockums w Malmö w sierpniu 1954 roku. Stępkę okrętu położono w listopadzie 1955 roku, został zwodowany 19 czerwca 1956 roku jako „Trece de Junio”. W lipcu 1957 roku dokonano zmiany nazwy niszczyciela na „Siete de Agosto” (7 sierpnia), która upamiętniała bitwę nad rzeką Boyacá i przyznano znak taktyczny D-06.

## Dane taktyczno–techniczne
„Siete de Agosto” był dużym niszczycielem, z typowym dla tej klasy okrętów uzbrojeniem i wyposażeniem. Długość całkowita wynosiła 121,1 metra (116 m na konstrukcyjnej linii wodnej), szerokość 12,4 metra i zanurzenie 4,7 metra. Wyporność standardowa wynosiła 2650 ton, a pełna 3300 ton. Okręt napędzany był przez dwa zestawy turbin parowych DeLaval z dwustopniowymi przekładniami redukcyjnymi o łącznej mocy 55 000 koni mechanicznych (KM), do których parę dostarczały dwa kotły Penhoët o wydajności 140 t/h. Dwuśrubowy układ napędowy pozwalał osiągnąć prędkość 32 węzły. Okręt zabierał 524 tony mazutu, co zapewniało zasięg maksymalny 3000 mil morskich przy prędkości ekonomicznej 18 węzłów (i 450 Mm przy prędkości 32 węzłów).
Okręt był uzbrojony w sześć dział kal. 120 mm Bofors M50 L/50 w trzech podwójnych wieżach (jedna na pokładzie dziobowym, jedna w superpozycji na nadbudówce dziobowej i jedna na pokładzie rufowym) oraz cztery pojedyncze działka przeciwlotnicze Bofors kal. 40 mm M48 L/70. Uzbrojenie uzupełniały: poczwórny aparat torpedowy kal. 533 mm oraz poczwórny miotacz pocisków przeciw okrętom podwodnym kal. 375 mm Bofors M50. Wyposażenie radioelektroniczne obejmowało radary LW-03, DA-02, cztery holenderskie radary artyleryjskie M45 oraz sonary.
Załoga okrętu składała się ze 21 oficerów oraz 227 podoficerów i marynarzy.

## Przebieg służby
ARC „Siete de Agosto” został wcielony do służby 31 października 1958 roku. Podczas swojej 28-letniej służby niszczyciel brał aktywny udział w manewrach flot latynoamerykańskich z US Navy. W latach 1975–1976 „Siete de Agosto” przeszedł w USA remont połączony z wymianą maszyn. Okręt został skreślony z listy floty w 1986 roku.